# Trefilan Castle
Trefilan Castle (walisisch Y Castell Trefilan) ist eine ehemalige Burg in Ceredigion in Wales. Die als Scheduled Monument geschützte Burgstelle liegt neben der Kirche des Dorfes Trefilan in der Gemeinde Nantcwnlle.

## Geschichte
Maelgwn ap Rhys, der walisische Lord von Is Aeron in Ceredigion begann Ende der 1220er Jahre mit dem Bau der Burg, sie wurde um 1233 von seinem Sohn Maelgwn Fychan vollendet. Sie diente als Residenz der walisischen Lords von Is Aeron. Während des zweiten Feldzugs von Eduard I. gegen Wales eroberte eine englische Armee im September 1282 die Burg, befreite 18 Gefangene und konnte 3000 Rinder erbeuten. Die walisischen Lords Gruffydd und Cynan ap Maredudd konnten knapp entkommen. Die Burg wurde bei dem Angriff niedergebrannt und danach nicht mehr erwähnt.
Die Burgstelle liegt neben der Kirche von Trefilan und ist heute frei zugänglich.

## Anlage
Die Burg war als Motte mit Vorburg angelegt. Der mächtige, ovale Burghügel ist noch erhalten. Er ist 5,4 m hoch und ist auf dem Gipfel 15 mal 12 m groß. Der Burghügel besaß hölzerne Befestigungen und war von einem Wassergraben umgeben. Südwestlich des Burghügels erstreckte sich die 87 mal 123 m große Vorburg, von der nur noch geringe Bodenspuren erhalten sind.